# Cuaespinós fosc
El cuaespinós fosc (Synallaxis moesta) és una espècie d'ocell de la família dels furnàrids (Furnariidae).

## Hàbitat i distribució
Viu a la vegetació baixa entre els 400 i els 1200 m d'alçària del sud-est de Colòmbia i per l'est dels Andes, d'Equador i nord-est de Perú.